# Gekijō-ban Pocket Monsters Diamond & Pearl: Dialga vs. Palkia vs. Darkrai
Gekijō-ban Pocket Monsters Diamond & Pearl: Dialga vs. Palkia vs. Darkrai (jap. 劇場版ポケットモンスター ダイヤモンド&パール ディアルガVSパルキアVSダークライ Gekijō-ban poketto monsutā daiyamondo& pāru diaruga VS parukia VS dākurai) – dziesiąty film o Pokémonach na podstawie anime Pokémon.

## Dubbing
| Postać        | Japoński dubbing   | Angielski dubbing   |
| ------------- | ------------------ | ------------------- |
| Ash           | Rica Matsumoto     | Sarah Natochenny    |
| Dawn          | Megumi Toyoguchi   | Emily Jenness       |
| Pikachu       | Ikue Ōtani         | Ikue Ōtani          |
| Brock         | Yūji Ueda          | Bill Rogers         |
| Jessie        | Megumi Hayashibara | Michele Knotz       |
| James         | Shin-ichiro Miki   | Jimmy Zoppi         |
| Meowth        | Inuko Inuyama      | Jimmy Zoppi         |
| Darkrai       | Kōji Ishizaka      | Bill Rogers         |
| Tonio         | Kōji Yamamoto      | Rich McNanna        |
| Alice         | Rosa Katō          | Khristine Hvam      |
| Baron Alberto | Kōichi Yamadera    | Sean Reyes          |
| KaiD          | Ryūji Akiyama      | Ax Norman           |
| Maury         | Hiroshi Yamamoto   | Joshua Swanson      |
| Torterra      | Hiroyuki Baba      | Jimmy Zoppi         |
| Allegra       | Shōko Nakagawa     | Elisabeth Morinelli |
| Alicia        | Chiharu Suzaka     | Kayzie Rogers       |
| Narrator      | Unshö Ishizuka     | Rodger Parsons      |